# Les Dents longues
Les Dents longues és una pel·lícula francesa dirigida per Daniel Gélin, estrenada el 1953.

## Argument
Louis Commandeur (Daniel Gélin) és un jove ambiciós. Trasllat-se de Montpeller a Lió, va començar com a periodista en un petit setmanari de Lió on va perdre algunes de les seves il·lusions: després d'haver aconseguit una investigació sensacional, va veure com el seu director se'n pren el mèrit signant-lo ell mateix.
Aquesta primera experiència conclosa amb cops de puny, entrarà en una vida quotidiana on coneixerà l'amor de l'Èva (Danielle Delorme que aleshores és la dona de Daniel Gélin).
Sentint-se atapeït a Lió, aviat va a París arran d'una estrella de la premsa, Walter (Jean Chevrier), redactor en cap del diari de gran circulació Paris France. Ell simpatitza i promou el seu ascens. Després d'uns anys de col·laboració harmònica, van sorgir dissensions entre els dos homes. Els accionistes del diari, descontents amb la cara gestió de Walter, l’acomiaden i ofereixen a Louis Commandeur el càrrec de redactor en cap, que accepta.
Assumeix la responsabilitat de la revista amb el suport de l'amor i la comprensió lleial d'Eva.

## Repartiment
- Daniel Gélin: Louis Commandeur, el marit d'Eva, periodista ambiciós
- Danièle Delorme: Eva Commandeur, dona de Louis
- Jean Chevrier: Sr. Walter, l'editor en cap de "París-França"
- Louis Seigner: Antoine Josserand, director del setmanari lionès "Le Canut"
- Olivier Hussenot: André Maurienne, el columnista jurídic
- Jean Debucourt: Sr. Goudal, estret col·laborador del Sr. Walter
- Colette Mars: Lina, l'organitzadora de la vetllada
- Louis de Funès: l'empleat del laboratori fotogràfic
- Gaby Bruyère: Maud, l'amant del senyor Bronnier
- Louis Bugette: “Papa”, el fotògraf del diari
- René Hieronimus: Sr. Renoir, col·laborador del Sr. Walter
- Robert Rollis: Bob, el cambrer de la discoteca
- Joëlle Bernard: Raymonde Josserand, la dona d'Antoine
- Roger Vadim: un testimoni al casament de Louis i Eva
- Brigitte Bardot: l'esposa del padrin del casament
- Judith Magre: secretària de Louis al diari
- Yvette Étiévant: Yvonne, la secretària del senyor Walter
- Christian Argentin: Senyor Bronnier, el polític tort
- Paul Ville: Sr. Bourdon, administrador del diari “Le Canut”
- René Lacourt: el conserge de l'edifici
- Guy Favières: el porter del diari
- François Vibert: Sr. Hirsch, membre de la junta del diari
- Jacques Harden: Sr. Caraten, convidat a la nit
- Emile Genevois: l'home que regala un paquet al conductor del senyor Walter
- André Dalibert: el majordom del restaurant
- Henri Coutet: periodista
- Pierre Olaf: fotògraf de diaris
- Édouard Francomme: el bistrot
- Charles Bayard: membre de la junta del diari
- Bernard Musson: un periodista de “París-França”
- Bruno Cremer: l'home que surt de la caixa
- Jacques Ary: el conductor del senyor Walter
- Claude Vernier: periodista
- Jacques Ciron: un periodista de “París-França”
- Maurice Barnay
- Jacques Chevalier
- Dominique Marcas
- Pierre Leproux
- Quantitat Georges
- André Saint-Luc
- Frédéric Valmain
- Jeanne Herviale

## Producció
Al·lusió probable a Bel-Ami de Maupassant. Com Georges Duroy, Louis Commandeur és un periodista jove i atractiu. Com a la novel·la de Maupassant, el redactor en cap del diari es diu Walter. Però si Louis Commandeur és ambiciós, no és un afeccionat que té els seus articles escrits per la seva dona. Molt més humà que Georges Duroy, anteposa l'amor de la seva dona Eva i del seu fill a la seva carrera.